# Amorpha fruticosa
Il falso indaco (Amorpha fruticosa L.) o indaco bastardo è una pianta della famiglia delle Fabacee.

## Descrizione
La pianta ha portamento arbustivo, foglie composte imparipennate, simili a quelle della robinia, con la quale viene confusa anche se priva di spine, e fiori abbondanti, di colore violetto e ricchi di polline, riuniti in racemi terminali. I frutti sono piccoli legumi.

## Distribuzione e habitat
Di origine nordamericana, la pianta si è acclimatata molto bene in Italia, tanto da occupare svariati ambienti e diventare spesso infestante. Vegeta rigogliosa in luoghi soleggiati, sopporta bene il freddo.

## Usi
È una pianta tintoria e mellifera, visitata dalle api, cui fornisce in abbondanza polline e nettare da cui si ricava un ottimo miele.
Il legno è molto flessibile e resistente, pertanto viene utilizzato per la costruzione di piccole serre.